# Luísa Vitória de Orléans
Luísa Vitória Maria Amélia Sofia de Orleáns (em francês:  Louise Victorie Marie Amélie Sophie d'Orléans; Bushy House, 9 de julho de 1869 — Munique, 4 de fevereiro de 1952), foi uma princesa francesa da Casa de Orléans por nascimento e princesa da Baviera pelo seu casamento com o príncipe Afonso da Baviera.

## Biografia
Luísa Vitória foi a filha primogênita do príncipe Fernando d'Orléans, Duque d'Alençon e da duquesa Sofia Carlota da Baviera. Os seus avós paternos eram o príncipe Luís d'Orléans, Duque de Némours e a princesa Vitória de Saxe-Coburgo-Koháry. Os seus avós maternos eram Maximiliano, Duque na Baviera e a princesa Luísa Guilhermina da Baviera. Através de sua mãe Luísa era bisneta de Maximiliano José I da Baviera, primeiro rei da Baviera e de sua esposa a princesa Carolina de Baden.
Ela teve um irmão mais novo, Emanuel d'Orléans, duque de Vendôme, marido da princesa Henriqueta da Bélgica.
Luísa era sobrinha materna de Isabel, conhecida como "Sissi"; imperatriz da Áustria como consorte de Francisco José I da Áustria. E seu tio paterno era o príncipe Gastão d'Orléans, Conde d'Eu, marido da princesa Isabel, filha e herdeira do imperador Dom Pedro II do Brasil.
Em Paris, em 4 de maio de 1897, sua mãe, a Duquesa de Alençon, morreu em um incêndio ocorrido em um bazar de caridade, o Bazar de la Charité; a duquesa recusou qualquer tentativa de resgate, insistindo que as meninas que trabalhavam com ela no bazar tinham que ser resgatadas primeiro.

## Casamento

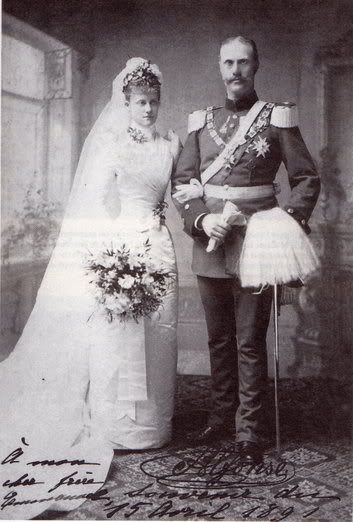
Retrato do casamento de Luísa e Afonso.

Em 15 de abril de 1891, Luísa Vitória se casou com o príncipe Afonso da Baviera, filho do príncipe Adalberto da Baviera e da infanta Amália Filippina da Espanha no Castelo de Nymphenburg. Alberto era neto do rei Luís I da Baviera e bisneto de Carlos IV da Espanha. Eles tiveram dois filhos.
O príncipe Afonso faleceu em 8 de janeiro de 1933, após quase 41 anos de casamento, aos 70 anos de idade. A princesa não se casou novamente, e faleceu no dia 4 de fevereiro de 1952, aos 82 anos de idade. Foi enterrada na Igreja de São Miguel, na Baviera.

## Descendência
- José Clemente da Baviera (25 de maio de 1902 – 8 de janeiro de 1990), não se casou e nem teve filhos;
- Isabel Maria da Baviera (10 de outubro de 1913 – 3 de março de 2005), seu primeiro marido foi o conde Franz Joseph de Kageneck, com quem teve três filhos. Depois, foi esposa de Ernst Kustner, com quem teve quatro filhos.

## Títulos e Honrarias

### Títulos e estilos
- 9 de julho de 1869 – 15 de abril de 1891: Sua Alteza Real, a Princesa Luísa Vitória de Orléans
- 15 de abril de 1891 – 4 de fevereiro de 1952: Sua Alteza Real, a Princesa Luísa Vitória da Baviera

### Honrarias
Áustria-Hungria
| Ordre de la Croix étoilée | Dama da Ordem da Cruz Estrelada |

 Reino da Baviera
| Ordre de Thérèse          | Dama da Ordem de Teresa       |
| Ordre de Sainte-Élisabeth | Dama da Ordem de Santa Isabel |

 Reino da Espanha
| Ordre de la Reine Marie-Louise | Dama da Ordem das Damas Nobres de Espanha |

\\\ref